# シャーロット・ホーネッツ
シャーロット・ホーネッツ（Charlotte Hornets）は、アメリカ合衆国ノースカロライナ州シャーロット市に本拠を置く北米プロバスケットボール協会 (NBA) のチームである。イースタン・カンファレンス、サウスイースト・ディビジョン所属。2014年まで使用していたチーム名のボブキャッツ（bobcatとは北米を代表する動物である山猫のこと）を、2014年5月20日よりホーネッツに変更した。ホーネッツとはスズメバチのこと。このチーム名は、現在のニューオーリンズ・ペリカンズがシャーロットを本拠地にしていた時代に使用していた（ペリカンズは1988年に設立され、2002年に本拠地移転に伴いチーム名をニューオーリンズ・ホーネッツに、2013年にニューオーリンズ・ペリカンズに変更した）。
2014年に「ボブキャッツ」から「ホーネッツ」に改称した際に1988年から2002年までのシャーロット・ホーネッツの歴史、チームの成績や記録をニューオーリンズ・ペリカンズから現シャーロット・ホーネッツのものとして扱われることが発表された。

## 歴史

### シャーロット・ホーネッツ
シャーロット・ホーネッツは、1988年にノースカロライナ州シャーロットに設立された。シャーロットはアメリカ独立戦争時の激戦の地であり、イギリス軍に抵抗した指揮官がこの街を「スズメバチの巣」と呼んだのが、「スズメバチ」を意味する「ホーネッツ」という名称の始まりである。「ホーネッツ」の名はこのNBAのチームだけでなく、かつてシャーロットに存在した野球やフットボールのチームにも使われていた縁もあった。エクスパンション・ドラフトでは、マグジー・ボーグス、デル・カリーらを指名し、チーム初のドラフトではレックス・チャップマンを指名した。
創設後数年間は、他の新興チームと同様低い勝率に苦しんだが、1990年にケンドール・ギル、1991年にラリー・ジョンソン、1992年にアロンゾ・モーニングを獲得するとホーネッツの成績は上向き始めた。ラリー・ジョンソンは新人王受賞、モーニングはリーグ有数のセンターへと成長していき、若く才能のある選手を揃えたホーネッツは「未来のブルズ」と呼ばれた。
しかし1990年代半ばを過ぎるとギル、ジョンソン、モーニング、ボーグスは他のチームに移っていき、チームの中心選手はグレン・ライス、アンソニー・メイスン、ブラデ・ディバッツ、デビッド・ウェズリーらが担うようになった。チームは成績勝率5割から6割と健闘したが、優勝レースに顔を出すことはなかった。2000年にはチームの主力の一人だったボビー・フィルズを交通事故で失う悲劇があった。
21世紀に入ると、チーム移転の話が持ち上がるようになった。オーナージョージ・シンが起こしたスキャンダルや長年の不振の他、アリーナを巡る問題が取り上げられた。シャーロット・ホーネッツはシャーロット市にホームアリーナの建設を要請していたが、市議会がこれを拒否したことを契機にチームがルイジアナ州ニューオーリンズへ移転することが決定した。チームは2002年よりニューオーリンズ・ホーネッツと改称した。

### シャーロット・ボブキャッツ
2002年からシャーロット・ホーネッツ（現・ニューオーリンズ・ペリカンズ）が、ニューオーリンズに本拠地を変更することが明らかになった後、NBAは2004年からシャーロットを本拠地とした新しいチームを発足させることを決定した。ボストン・セルティックスの元選手、ラリー・バードを筆頭としたグループの他にもいくつかのグループが参加を表明した。最終的にオーナーの億万長者ロバート・L・ジョンソン率いるグループが権利を得た。ジョンソンは、アメリカのプロスポーツチームを単独所有する初めてのアフリカ系アメリカ人となった。
チーム名は一般公募で寄せられた約1250の案の中から「ボブキャッツ」「ドラゴンズ」「フライト」が最終候補に残り、ジョンソンがボブキャッツを選んだ。ボブキャッツ（ネコ科の動物のボブキャット）が同じシャーロットに本拠地を置くNFLのパンサーズのチーム名とネコ科で関連していること、オーナーの愛称がボブであることなどから決定した。
2004-2005シーズンから、チームは、イースタン・カンファレンスのサウスイースト・ディビジョンに参入し、マイアミ・ヒート、オーランド・マジック、アトランタ・ホークス、そしてワシントン・ウィザーズと競い合うことになった。NBAはアメリカに29チーム、カナダに1チームの計30チーム、2カンファレンス6ディヴィジョンの、現在のリーグ構成になった。

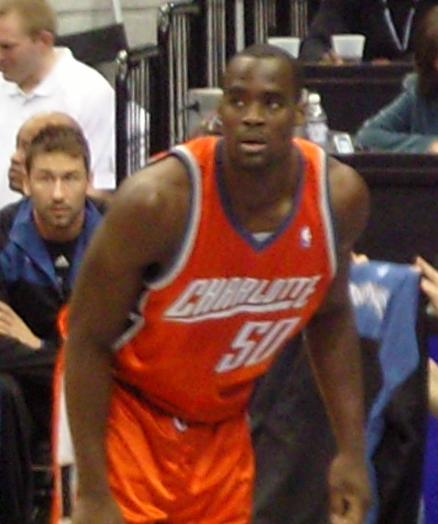
エメカ・オカフォー

ボブキャッツは2004年6月22日にエクスパンション・ドラフトを行い、元キングスのジェラルド・ウォーレスなどの若い選手を指名した。また、トレードを通じて2004年のドラフトで2番目の指名権を獲得し、エメカ・オカフォーを獲得している。初代のヘッドコーチはバーニー・ビッカースタッフで、3シーズン務めた。

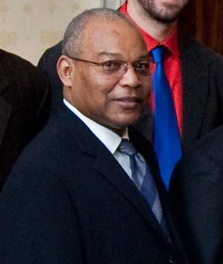
バーニー・ビッカースタッフHC

2004年11月4日にワシントン・ウィザーズと初めての公式戦を行い、103対96で敗れている。11月6日に対オーランド・マジック戦で111対100で初勝利を収めている。2004-05シーズンは、18勝64敗、2005-06シーズンでは26勝56敗に終わった。
2006年6月15日に地元ノースカロライナ州育ちのマイケル・ジョーダンがチームの共同オーナーに就任し、筆頭オーナーのロバート・L・ジョンソンに次ぐ保有権を握ることになった。プレーオフ進出を目指すボブキャッツは、2007年にはジェイソン・リチャードソンを獲得し、さらに2008年には名将ラリー・ブラウンをヘッドコーチに迎えた。
- 2008-2009シーズンは、ブラウンのコーチングが徐々にではあるが浸透し、勝率も改善の兆しを見せた。

#### 初のプレーオフ進出
- 2009-2010シーズン、チームはジェラルド・ウォーレス、レイモンド・フェルトン、ボリス・ディアウ、スティーブン・ジャクソン、D・J・オーガスティン、ジェラルド・ヘンダーソン・ジュニア、タイソン・チャンドラーら個性的なロースターが揃うと共に、 ラリー・ブラウンのコーチングがチームに浸透し、リーグ最小失点のディフェンスを武器にチーム創設以来初の勝ち越し、プレーオフ進出を果たした。しかし、プレーオフの壁は厚くオーランド・マジックにスイープされ、勝利をあげることはできなかった。

2010年3月17日にマイケル・ジョーダンがボブキャッツを買収し、筆頭オーナーとなった。取得額は2億7,500万ドル（約250億円）で、元選手がNBAチームの筆頭オーナーを務めるのは初めてとなる。

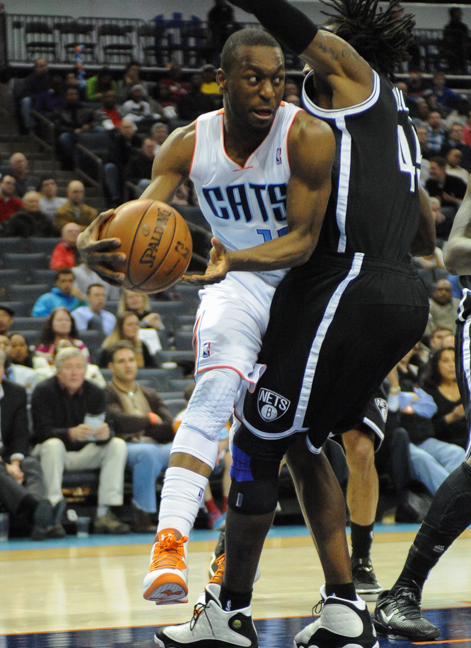
ケンバ・ウォーカー

- 2010-2011シーズンは、ウォーレス、フェルトン、チャンドラーらの退団に伴い戦力が低下し、結果負け越しプレーオフ連続出場を逃した。
- 2011-12シーズンは、ドラフト7位指名のビスマック・ビヨンボ、9位指名のケンバ・ウォーカーが入団したが、ロックアウトで短縮されたレギュラーシーズンを7勝59敗で終わり、1972-73シーズンに記録したフィラデルフィア・76ersの最低勝率を更新した。
- 2012-2013シーズンは、21勝61敗と、昨シーズンからは勝率を上げたが、弱小チームからの脱却を図ることはできなかった。

2013年7月18日に、2014-15シーズンからシャーロット・ホーネッツに名称変更することがNBAより承認された。「ホーネッツ」の名称はシャーロット市民に長く親しまれた名称であり、ニューオーリンズ・ホーネッツがペリカンズに名称変更したことで「ホーネッツ」の名称が空いたため、変更が検討されていた。

#### 2度目のプレーオフ進出

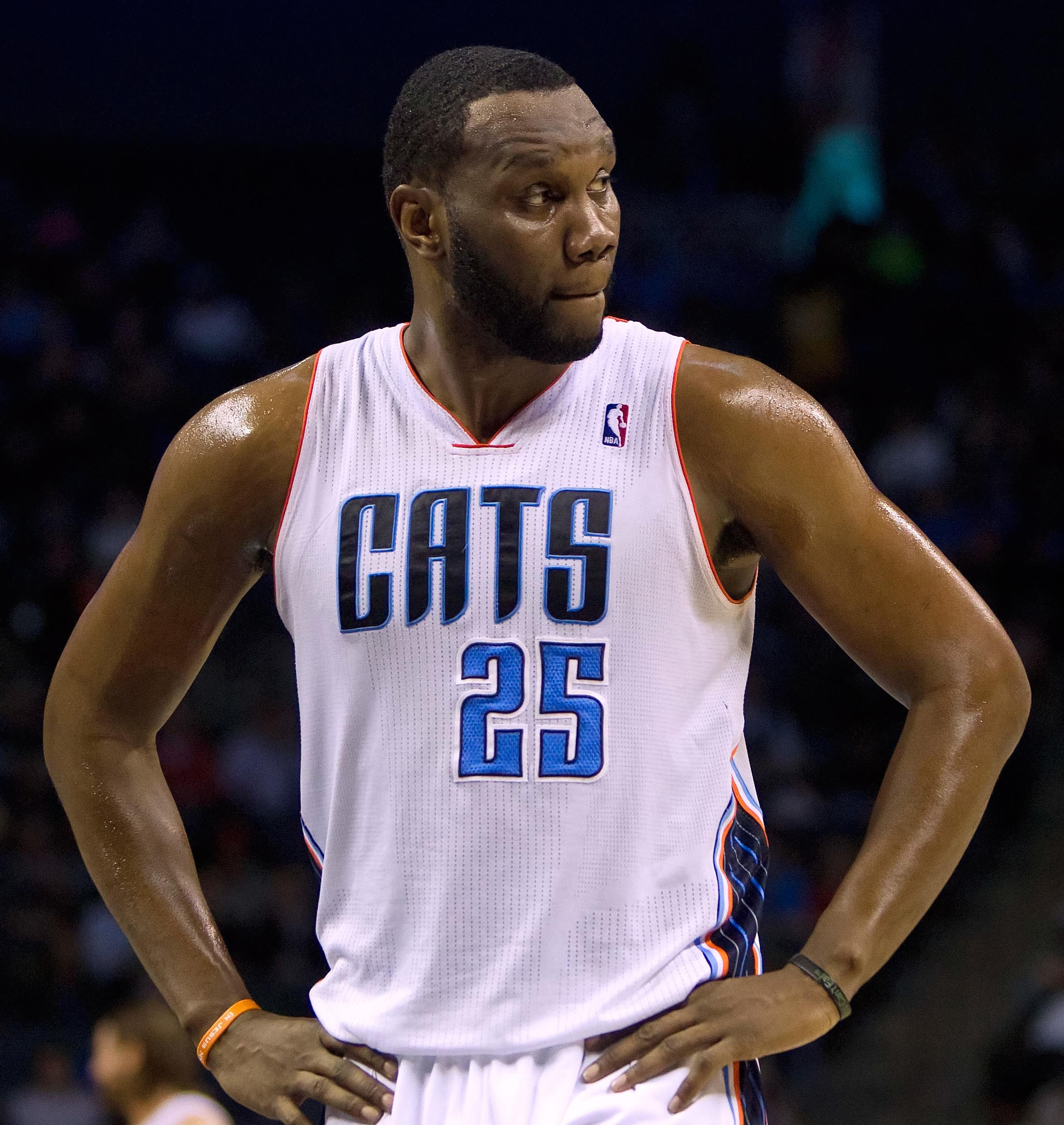
アル・ジェファーソン

- 2013-14シーズンは、アル・ジェファーソンが入団し、43勝39敗を記録し、4年振り2度目のプレーオフ進出を果たしたが、1回戦でマイアミ・ヒートに4戦全敗のスイープを喫し、またしてもプレーオフ初勝利とはならなかった。

### シャーロット・ホーネッツ
2014年5月20日、10年間使用してきたチーム名ボブキャッツからホーネッツに変更することを公式に発表した。改称の際にはニューオーリンズ移転以前の1988年から2002年までのシャーロット・ホーネッツの歴史、成績が現在のホーネッツのものとして扱われることになった。
- 2014-2015シーズンは、インディアナ・ペイサーズからFAとなったランス・スティーブンソンを獲得したが、そのスティーブンソンが攻守両面でブレーキ役となってしまい、更にケンバ・ウォーカーやアル・ジェファーソンなど主力に怪我人が続出するなど、最後まで波に乗れず、2年連続のプレーオフ出場はならなかった。

- 2015-2016シーズンは、スティーブンソンに見切りを付け (ロサンゼルス・クリッパーズに放出) 、ニコラス・バトゥーム、ジェレミー・リン、ジェレミー・ラムなどを獲得し、得点力の向上に成功。開幕前にマイケル・キッド＝ギルクリストを右肩の負傷でシーズン絶望となるという不運に遭遇したが、ウォーカーがエースに成長し、スティーブ・クリフォードヘッドコーチの手腕も冴え渡り、2016年3月21日のサンアントニオ・スパーズ戦では、第1クォーターの7-28から巻き返し、91-88の大逆転勝利を収めるなど、イースタンカンファレンスで旋風を巻き起こし、2シーズン振りのプレーオフを決めた。プレーオフは2シーズン前と同じくマイアミ・ヒートとの対戦。第3戦で記念すべきプレーオフ初勝利を挙げ、3勝2敗と先勝したが、その後連敗し3勝4敗で敗退。カンファレンス準決勝進出は次期シーズン以降に持ち越しとなった。

- 2016-2017シーズンは、開幕当初は好調を維持していたものの、中盤に入りマービン・ウィリアムズやコディ・ゼラーなど負傷者が続出。ウォーカーは初のオールスターの出場メンバーに選出されるなど奮闘したものの、中盤の失速を取り戻すことは出来ず、36勝46敗でシーズンを終えた。

- 2017-2018シーズンは、4月8日に球団社長、GMに元ロサンゼルス・レイカーズGMであったミッチ・カプチャックが就任した[8]。シーズン終了直後にスティーブ・クリフォードがヘッドコーチから解任された[9]。

- 2018-2019シーズン、新ヘッドコーチにジェームズ・ボーレゴを迎え入れ再スタートを切った。エースのウォーカーがキャリアハイのパフォーマンスでチームを牽引したが、思うように勝ち星は伸びなかった。結局シーズン終盤までデトロイト・ピストンズとプレーオフ出場を争ったが、一歩及ばず39勝43敗のカンファレンス9位でシーズンを終えた。更にオフにはFAとなったウォーカーがボストン・セルティックスへ移籍した。

- 2019-2020シーズンは、エースのウォーカーの移籍により開幕から低迷した。しかし前年のドラフトで獲得したデボンテ・グラハム、マイルズ・ブリッジスや、ルーキーのP・J・ワシントンら若手が成長を見せ、来季以降に期待が持てるシーズンとなった。

#### ラメロの時代

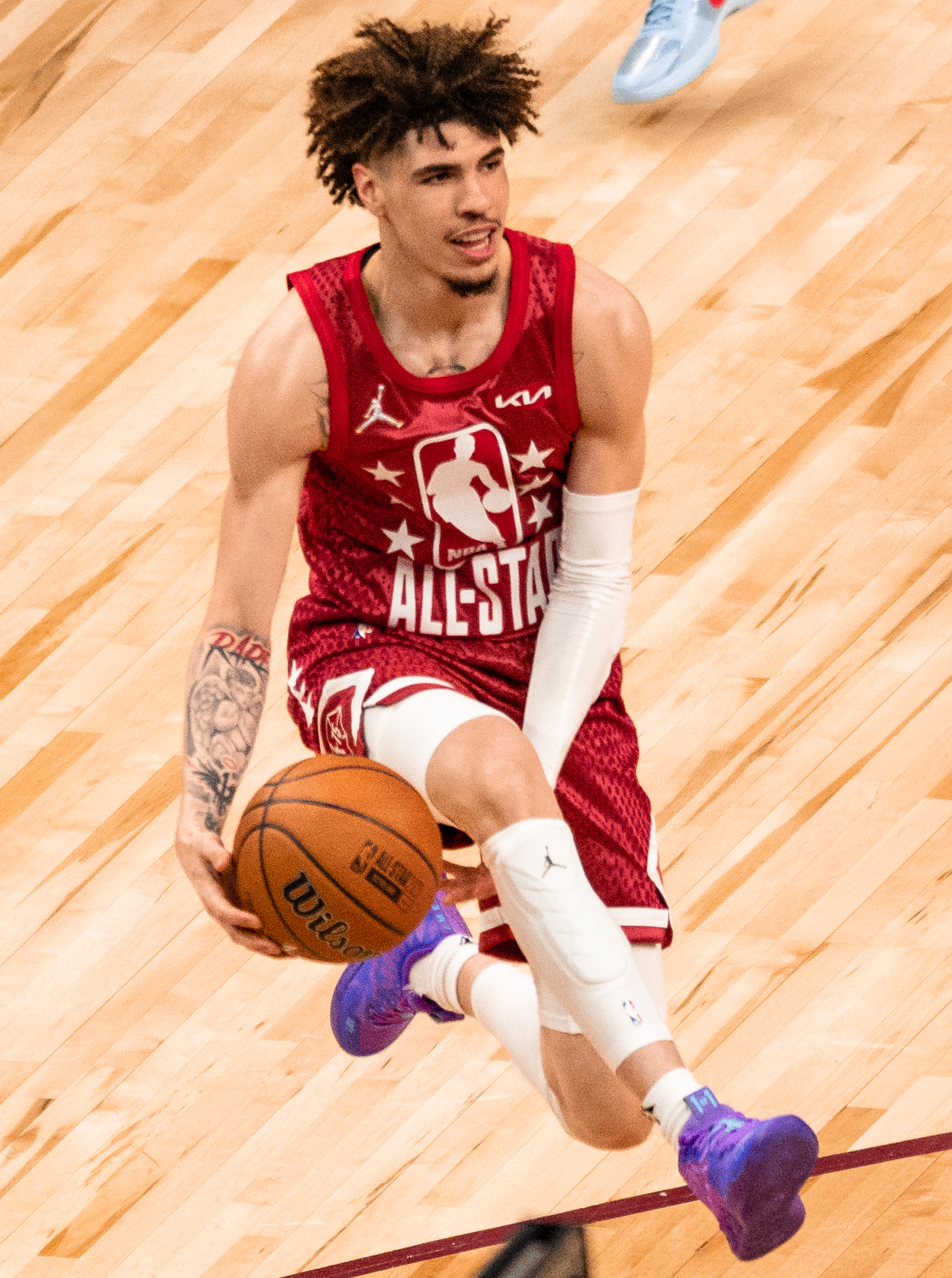
ラメロ・ボール

- 2020-2021シーズン開幕前に、2020年のNBAドラフト全体3位でスター性溢れるラメロ・ボールを指名。さらにFAで新たなエースとしてゴードン・ヘイワードを獲得した。ラメロやヘイワードの活躍もありシーズン最終盤までプレーオフを争ったが、そこから怪我人が続出したこともあり失速し、カンファレンス10位でシーズンを終えた。オフにラメロが新人王を受賞した。

- 2021-22シーズン開幕前に、デボンテ・グラハムや、マリーク・モンクを放出してしまったが、ドラフトでジェームズ・ブックナイト、カイ・ジョーンズを1巡目指名すると、トレードでメイソン・プラムリーも獲得。そして、迎えたFA戦線でも、ケリー・ウーブレ・ジュニアやイシュ・スミスを獲得しオフの勝者となった。しかし、シーズンでは、序盤こそブリッジスがエース級の活躍を見せ、チームも好調だったものの2月に入り、ヘイワードが怪我をすると、一気に転落。2月のトレードデッドラインには、モントレズ・ハレルを獲得するも、いっこうに上位には戻れず。その後、巻き返して、シーズンは43勝39敗、カンファレンス10位で終えるも、プレーイントーナメントでホークスに惨敗。シーズン終了直後にボーレゴがヘッドコーチから解任された。

- 2022-23シーズン開幕前、ドラフトこそ本命のマーク・ウィリアムズを獲得するも、新HCとして期待されていた、ケニー・アトキンソンは辞任、FA戦線では、コディ・マーティンとの再契約にこそ成功するが、ブリッジスはDVの容疑で逮捕、ハレルも、マリファナを取引したとして起訴されるなど不遇に見舞われ、（ハレルはその後、フィラデルフィア・76ersへ）オフの敗者となった。さらに、シーズンが始まるとラメロが負傷離脱し、結果的に27勝55敗でシーズンを終えた[10]。

- 2023-24シーズン開幕前、ドラフトにて全体2位でブランドン・ミラーを指名した[11][12][13]。また、開幕前の6月にオーナーのマイケル・ジョーダンが、チームの株式の過半数をゲイブ・プロトキン（英語版）、リック・シュナール（英語版）率いるグループに売却することを表明した[14][15]。シーズンが始まると、ルーキーのミラーが平均17得点を記録するなどの活躍があったが[16]、またもやラメロは怪我に苦しみ、マーク・ウィリアムズも負傷により19試合しか出場しなかった。最終的に、チームは21-61でシーズンを終え、シーズン終了後に新たなヘッドコーチとしてチャールズ・リーが就任した[17]。

- 2024-25シーズン開幕前のトレードで、テリー・ロジアーをマイアミ・ヒートへ放出し、ベテランガードのカイル・ラウリーを獲得（1試合も出場せず、後に解雇）[18]、P・J・ワシントンをダラス・マーベリックスへ放出し、グラント・ウィリアムズを獲得した[19]。

## シーズンごとの成績
Note: 勝 = 勝利数, 敗 = 敗戦数, % = 勝率 
| シーズン                   | 勝    | 敗    | %    | プレーオフ                         | 結果                                                    |
| -------------------------- | ----- | ----- | ---- | ---------------------------------- | ------------------------------------------------------- |
| シャーロット・ホーネッツ   |       |       |      |                                    |                                                         |
| 1988-89                    | 20    | 62    | .244 |                                    |                                                         |
| 1989-90                    | 19    | 63    | .232 |                                    |                                                         |
| 1990-91                    | 26    | 56    | .317 |                                    |                                                         |
| 1991-92                    | 31    | 51    | .378 |                                    |                                                         |
| 1992-93                    | 44    | 38    | .537 | 1回戦勝利 カンファレンス準決勝敗退 | ホーネッツ 3, セルティックス 1 ニックス 4, ホーネッツ 1 |
| 1993-94                    | 41    | 41    | .500 |                                    |                                                         |
| 1994-95                    | 50    | 32    | .610 | 1回戦敗退                          | ブルズ 3, ホーネッツ 1                                  |
| 1995-96                    | 41    | 41    | .500 |                                    |                                                         |
| 1996-97                    | 54    | 28    | .659 | 1回戦敗退                          | ニックス 3, ホーネッツ 0                                |
| 1997-98                    | 51    | 31    | .622 | 1回戦勝利 カンファレンス準決勝敗退 | ホーネッツ 3, ホークス 1 ブルズ 4, ホーネッツ 1         |
| 1998-99                    | 26    | 24    | .500 |                                    |                                                         |
| 1999-2000                  | 49    | 33    | .598 | 1回戦敗退                          | シクサーズ 3, ホーネッツ 1                              |
| 2000-01                    | 46    | 36    | .561 | 1回戦勝利 カンファレンス準決勝敗退 | ホーネッツ 3, ヒート 0 バックス 4, ホーネッツ 3         |
| 2001-02                    | 44    | 38    | .537 | 1回戦勝利 カンファレンス準決勝敗退 | ホーネッツ 3, マジック 1 ネッツ 4, ホーネッツ 1         |
| シャーロット・ボブキャッツ |       |       |      |                                    |                                                         |
| 2004–05                    | 18    | 64    | .220 |                                    |                                                         |
| 2005–06                    | 26    | 56    | .317 |                                    |                                                         |
| 2006–07                    | 33    | 49    | .402 |                                    |                                                         |
| 2007–08                    | 32    | 50    | .390 |                                    |                                                         |
| 2008–09                    | 35    | 47    | .427 |                                    |                                                         |
| 2009–10                    | 44    | 38    | .537 | 1回戦敗退                          | マジック 4, ボブキャッツ 0                              |
| 2010–11                    | 34    | 48    | .415 |                                    |                                                         |
| 2011–12                    | 7     | 59    | .106 |                                    |                                                         |
| 2012–13                    | 21    | 61    | .256 |                                    |                                                         |
| 2013–14                    | 43    | 39    | .524 | 1回戦敗退                          | ヒート 4, ボブキャッツ 0                                |
| シャーロット・ホーネッツ   |       |       |      |                                    |                                                         |
| 2014–15                    | 33    | 49    | .402 |                                    |                                                         |
| 2015–16                    | 48    | 34    | .585 | 1回戦敗退                          | ヒート 4, ホーネッツ 3                                  |
| 2016–17                    | 36    | 46    | .439 |                                    |                                                         |
| 2017–18                    | 36    | 46    | .439 |                                    |                                                         |
| 2018–19                    | 39    | 43    | .476 |                                    |                                                         |
| 2019–20                    | 23    | 42    | .354 |                                    |                                                         |
| 2020–21                    | 33    | 39    | .458 | プレイイン・トーナメント敗退       | ペイサーズ 144, ホーネッツ 117                          |
| 2021–22                    | 43    | 39    | .524 |                                    |                                                         |
| 2022–23                    | 27    | 55    | .329 |                                    |                                                         |
| 2023–24                    | 21    | 61    | .256 |                                    |                                                         |
| 通算勝敗                   | 1,174 | 1,539 | .433 |                                    |                                                         |
| プレイオフ                 | 23    | 40    | .365 |                                    |                                                         |

## 主な選手

### 保有するドラフト交渉権
ホーネッツは、NBA以外のリーグでプレーしている以下の未契約ドラフト指名選手の交渉権を保有している。ドラフトで指名された選手（海外出身の選手または大学選手で、ドラフトで指名したチームと契約していない選手）は、NBA以外のどのチームとでも契約することが認められており、この場合、そのチームは、その選手のNBA以外のチームとの契約が終了してから1年後まで、その選手のNBAでの交渉権を保持することになる。このリストには、他球団とのトレードで獲得した交渉権も含まれている。
| ドラフト年 | 巡目 | 指名順 | 選手               | ポジション | 国籍           | 現所属チーム                        | 注釈                                                 | 参照   |
| ---------- | ---- | ------ | ------------------ | ---------- | -------------- | ----------------------------------- | ---------------------------------------------------- | ------ |
| 2015       | 2    | 51     | タイラー・ハーベイ | G          | アメリカ合衆国 | イラワラ・ホークス (オーストラリア) | オーランド・マジックから獲得（メンフィスを経由して） | [ 21 ] |

### 年代別主要選手
太文字…殿堂入り選手 (C)…優勝時に在籍した選手 (M)…在籍時にMVPを獲得した選手 (50)…偉大な50人 (75)…偉大な75人
| 1980年代 - マグジー・ボーグス (Muggsy Bogues) ：1988-1997 - レックス・チャップマン (Rex Chapman) ：1988-1992 - デル・カリー (Dell Curry) ：1988-1998 - ケリー・トリプッカ (Kelly Tripucka) ：1988-1991 1990年代 (プレイオフ進出：4回) - ケンドール・ギル (Kendall Gill) ：1990-1993 - ラリー・ジョンソン (Larry Johnson) ：1991-1996 - アロンゾ・モーニング (Alonzo Mourning) ：1992-1995 - ロバート・パリッシュ (Robert Parish) ：1994-1996 (50)(75) - グレン・ライス (Glen Rice) ：1995-1998 - ケニー・アンダーソン (Kenny Anderson) ：1996、2003 - ブラデ・ディバッツ(Vlade Divac) ：1996-1998 - アンソニー・メイソン (Anthony Mason) ：1996-2000 - ボビー・フィルズ (Bobby Phills) ：1997-2000 - デビッド・ウェズリー (David Wesley) ：1997-2004 - バロン・デイビス (Baron Davis) ：1999-2004 - エルデン・キャンベル (Elden Campbell) ：1999-2003 - エディー・ジョーンズ (Eddie Jones) ：1999-2000 | 2000年代 (プレイオフ進出：3回) - P・J・ブラウン (P. J. Brown) ：2000-2002 - ジャマール・マグロア (Jamaal Magloire) ：2000-2002 - ジャマール・マッシュバーン (Jamal Mashburn) ：2000-2002 - ブレビン・ナイト (Brevin Knight) ：2004-2007 - プリモス・ブレゼッツ (Primož Brezec) ：2004-2008 - ジェイソン・ハート (Jason Hart) ：2004-2005 - カリーム・ラッシュ (Kareem Rush) ：2004-2009 - エメカ・オカフォー (Emeka Okafor) ：2004-2009 - ジェラルド・ウォーレス (Gerald Wallace) ：2004-2010 - マット・キャロル (Matt Carroll) ：2005-2009 - レイモンド・フェルトン (Raymond Felton) ：2005-2010 - ジェイソン・リチャードソン (Jason Richardson) ：2007-2008 - ボリス・ディアウ (Boris Diaw) ：2008-2011 - スティーブン・ジャクソン (Stephen Jackson) ：2009-2011 - D・J・オーガスティン (D. J. Augustin) ：2008-2012 - ジェラルド・ヘンダーソン・ジュニア (Gerald Henderson Jr.) ：2009-2015 - タイソン・チャンドラー (Tyson Chandler) ：2009-2010 2010年代 (プレイオフ進出：3回) - ケンバ・ウォーカー (Kemba Walker) : 2011-2019 - ビスマック・ビヨンボ (Bismack Biyombo) : 2011-2015, 2018-2021 - ブレンダン・ヘイウッド (Brendan Haywood) : 2012-2014 - マイケル・キッド＝ギルクリスト (Michael Kidd-Gilchrist) : 2012-2020 - アル・ジェファーソン (Al Jefferson) : 2013-2016 - コディ・ゼラー (Cory Zeller) : 2013-2020 - ゲイリー・ニール (Gary Neal) : 2014-2015 - ルーク・リドナー (Luke Ridnour)：2014 - ランス・スティーブンソン (Rance Stevenson) : 2014-2015 - モー・ウィリアムズ (Mo Williams) : 2015 - ニコラス・バトゥーム (Nicolas Batum) : 2015-2020 - ジェレミー・リン (Jeremy Lin) : 2015-2016 - ジェレミー・ラム (Jeremy Lamb) : 2015-2020 - フランク・カミンスキー (Frank Kaminsky) : 2015-2018 - マルコ・ベリネッリ (Marco Belinelli) : 2016-2017 - ドワイト・ハワード (Dwight Howard) : 2017-2018 - トニー・パーカー (Tony Parker) : 2018-2019 - マイルズ・ブリッジズ (Miles Bridges) : 2018-2022, 2023- - テリー・ロジアー (Terry Rozier) : 2019-2024 - P・J・ワシントン (P. J. Washington) : 2019-2024 2020年代 (プレイオフ進出：0回) - ゴードン・ヘイワード (Gordon Hayward) : 2020-2024 - ラメロ・ボール (LaMelo Ball) : 2020- - ケリー・ウーブレ・ジュニア (Kelly Oubre Jr.) : 2021-2023 - マーク・ウィリアムズ (Mark Williams) : 2022-2025 - ブランドン・ミラー (Brandon Miller) : 2023- - ジョシュ・グリーン (Josh Green) : 2024- - コリン・セクストン (Collin Sexton) : 2025- |

## コーチ、その他

### 歴代ヘッドコーチ
- ディック・ハーター (Dick Harter) (1988-89/1989-90)
- ジーン・リトルズ (Gene Littles) (1989-90/1990-91)
- アラン・ブリストウ (Allan Bristow) (1991-92/1995-96)
- デイブ・コーウェンズ (Dave Cowens) (1996-97/1998-99)
- ポール・サイラス (Paul Silas) (1998-99)
- バーニー・ビッカースタッフ (Bernie Bickerstaff) (2004-05/2006-07)
- サム・ヴィンセント (Sam Vincent) (2007-08)
- ラリー・ブラウン (Larry Brown) (2008-09/2010-11)
- ポール・サイラス (Paul Silas) (2010-11/2011-12)
- マイク・ダンラップ (Mike Dunlap) (2012-13)
- スティーブ・クリフォード (Steve Clifford (2013-2018)(2022-)
- ジェームズ・ボーレゴ (James Borrego (2018-2022)

## 栄誉

### 永久欠番
| シャーロット・ホーネッツ永久欠番 |                  |            |           |              |
| No.                              | 選手             | ポジション | 在籍期間  | 式典日       |
| 13                               | ボビー・フィルズ | G          | 1997–2000 | 2000年2月9日 |

- フィルズが自動車事故により他界した後に永久欠番となった。2002年5月まではシャーロット・コロシアムにバナーがあったが、その後2013年までニューオーリンズ・アリーナに展示。現在はスペクトラム・センターにバナーが吊り下げられている[22][23][24]。
- 2022年8月11日に、NBAはビル・ラッセルの背番号「6」を全チームの永久欠番とした[25][26]。

### 殿堂入り
| シャーロット・ホーネッツ殿堂入り | シャーロット・ホーネッツ殿堂入り | シャーロット・ホーネッツ殿堂入り | シャーロット・ホーネッツ殿堂入り | シャーロット・ホーネッツ殿堂入り |
| 選手                             | 選手                             | 選手                             | 選手                             | 選手                             |
| No.                              | 名前                             | ポジション                       | 在籍期間                         | 殿堂入り年                       |
| -------------------------------- | -------------------------------- | -------------------------------- | -------------------------------- | -------------------------------- |
| 00                               | ロバート・パリッシュ             | C                                | 1994–1996                        | 2003                             |
| 33                               | アロンゾ・モーニング             | C/F                              | 1992–1995                        | 2014                             |
| 12                               | ブラデ・ディバッツ               | C                                | 1996–1998                        | 2019                             |
| 9                                | トニー・パーカー                 | G                                | 2018–2019                        | 2023                             |
| コーチ                           |                                  |                                  |                                  |                                  |
| 名前                             | 名前                             | ポジション                       | 在籍期間                         | 殿堂入り年                       |
| ラリー・ブラウン                 | ラリー・ブラウン                 | ヘッドコーチ                     | 2008–2010                        | 2002                             |

### FIBA殿堂入り
| シャーロット・ホーネッツFIBA殿堂入り | シャーロット・ホーネッツFIBA殿堂入り | シャーロット・ホーネッツFIBA殿堂入り | シャーロット・ホーネッツFIBA殿堂入り | シャーロット・ホーネッツFIBA殿堂入り |
| 選手                                 | 選手                                 | 選手                                 | 選手                                 | 選手                                 |
| No.                                  | 名前                                 | ポジション                           | 在籍期間                             | 殿堂入り年                           |
| ------------------------------------ | ------------------------------------ | ------------------------------------ | ------------------------------------ | ------------------------------------ |
| 12                                   | ブラデ・ディバッツ                   | C                                    | 1996–1998                            | 2010                                 |
| 33                                   | アロンゾ・モーニング                 | C/F                                  | 1992–1995                            | 2019                                 |

## チーム記録
シャーロット・ホーネッツのチーム記録